# Cambira
Cambira là một đô thị thuộc bang Paraná, Brasil. Đô thị này có diện tích 162,635 km², dân số năm 2007 là 7106 người, mật độ 42,6 người/km².